# Oscar Uddenäs
Fredrik Oscar Olle Uddenäs (Lomma, 17 agosto 2002) è un calciatore svedese, attaccante dell'AIK in prestito dall'Excelsior.

## Carriera

### Club
Cresciuto nei settori giovanili di GIF Nike e Malmö FF, nel 2019 viene acquistato dalla SPAL, che lo aggrega alla propria formazione Primavera. Il 28 agosto 2020 fa ritorno in patria, nelle file dell'IFK Värnamo. Con i biancoblù si rende tra i protagonisti della scalata dalla terza divisione alla massima serie svedese.
Il 6 dicembre 2021 passa all'Häcken, firmando un contratto triennale. Il 2 aprile 2022 debutta nell'Allsvenskan in occasione della vittoria interna per 4-2 contro l'AIK, partita nella quale va anche a segno. Con sette reti in 25 presenze contribuisce alla vittoria del campionato, il primo di sempre conquistato dal club giallonero durante la sua storia.
Dopo aver alternato presenze dal primo minuto ad altre dalla panchina durante la prima parte dell'Allsvenskan 2023, il 29 luglio 2023 viene acquistato dagli olandesi dell'Excelsior militanti nel campionato di Eredivisie. In quell'edizione del torneo totalizza tre gol in 23 presenze, gran parte delle quali subentrando dalla panchina. La formazione rossonera termina la Eredivisie 2023-2024 al terzultimo posto, retrocedendo dopo gli spareggi.
Il 26 agosto 2024 il ventiduenne Uddenäs viene ceduto a titolo temporaneo all'AIK, squadra svedese che lo ingaggia con un prestito valido fino al 30 giugno 2025. Nella rimanente parte dell'Allsvenskan 2024 ha collezionato solo tre presenze, tutte dalla panchina, visto anche lo scarso utilizzo di ali da parte del tecnico Mikkjal Thomassen nel proprio modulo.

### Nazionale
Ha rappresentato le nazionali giovanili svedesi, disputando complessivamente 25 partite (con anche un gol segnato) tra Under-16, Under-17, Under-18 ed Under-20.

## Statistiche

### Presenze e reti nei club
Statistiche aggiornate al 12 ottobre 2022.
| Stagione           | Squadra            | Campionato         | Campionato | Campionato | Coppe nazionali | Coppe nazionali | Coppe nazionali | Coppe continentali | Coppe continentali | Coppe continentali | Altre coppe | Altre coppe | Altre coppe | Totale | Totale |
| Stagione           | Squadra            | Comp               | Pres       | Reti       | Comp            | Pres            | Reti            | Comp               | Pres               | Reti               | Comp        | Pres        | Reti        | Pres   | Reti   |
| ------------------ | ------------------ | ------------------ | ---------- | ---------- | --------------- | --------------- | --------------- | ------------------ | ------------------ | ------------------ | ----------- | ----------- | ----------- | ------ | ------ |
| ago.-dic. 2020     | IFK Värnamo        | E                  | 5          | 1          |                 | -               | -               |                    | -                  | -                  |             | -           | -           | 5      | 1      |
| 2021               | IFK Värnamo        | S1                 | 22         | 6          | CS              | 1               | 0               |                    | -                  | -                  |             | -           | -           | 23     | 6      |
| Totale IFK Värnamo | Totale IFK Värnamo | Totale IFK Värnamo | 27         | 7          |                 | 1               | 0               |                    | -                  | -                  |             | -           | -           | 28     | 7      |
| 2022               | Häcken             | A                  | 25         | 7          | CS              | 3               | 3               |                    | -                  | -                  |             | -           | -           | 28     | 10     |
| Totale carriera    | Totale carriera    | Totale carriera    | 52         | 14         |                 | 4               | 3               |                    | -                  | -                  |             | -           | -           | 56     | 17     |

## Palmarès

### Club

#### Competizioni nazionali
- Superettan: 1

IFK Värnamo: 2021
- Campionato svedese: 1

Häcken: 2022
- Coppa di Svezia: 1

Häcken: 2022-2023